# Московский научно-исследовательский радиотехнический институт

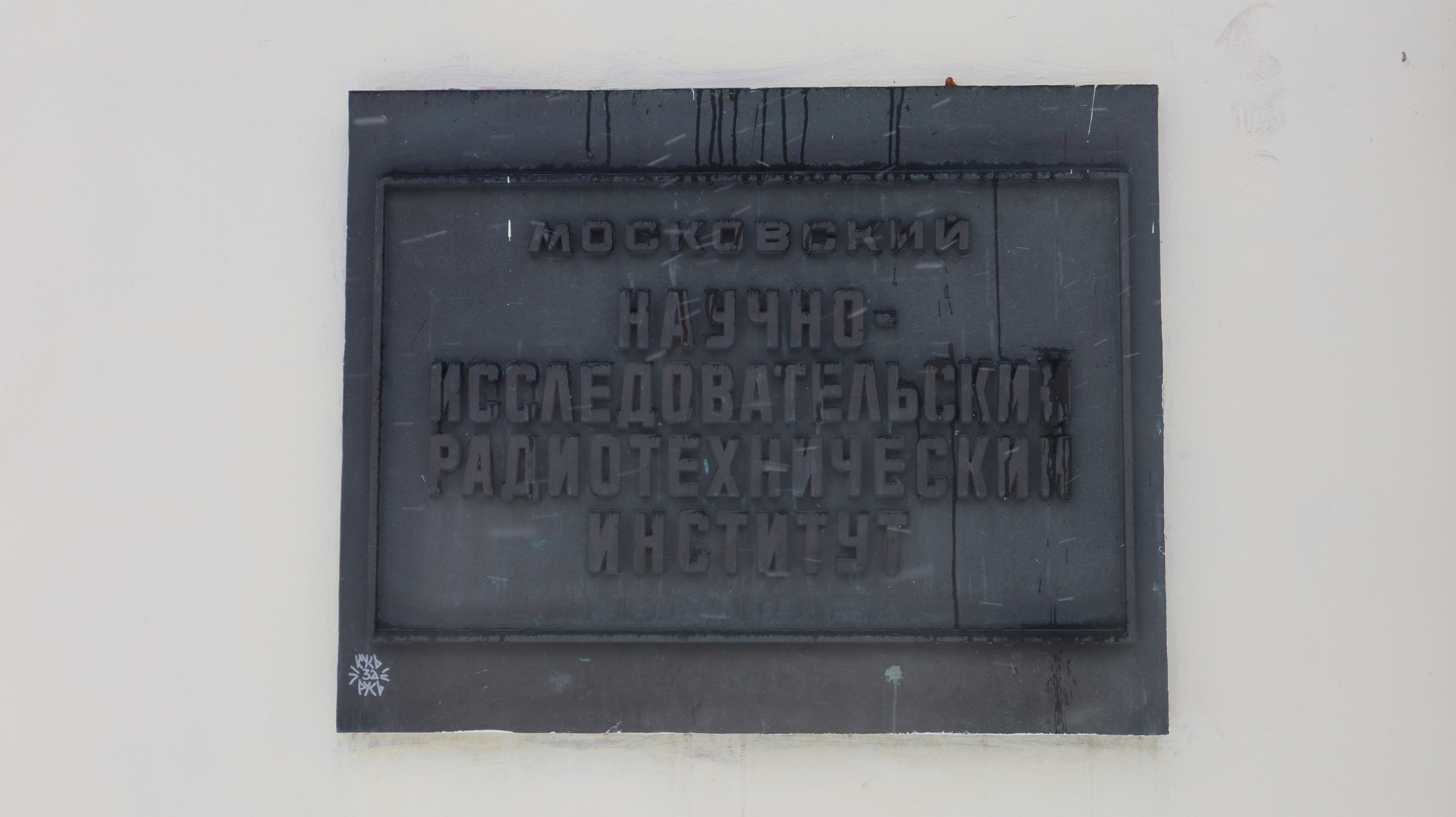
Табличка у проходной института

Московский научно-исследовательский радиотехнический институт (МНИРТИ) — научно-исследовательский институт по развитию средств связи, расположенный по адресу: г. Москва, Большой Трёхсвятительский переулок, дом 2.
Из-за вторжения России на Украину, институт находится под международными санкциями Евросоюза, США и других стран.

## История
Открытое акционерное общество «Московский научно-исследовательский радиотехнический институт» (ОАО «МНИРТИ») был создан в 1956 году согласно решению ЦК КПСС и Совета Министров СССР от 17.03.56 г. № 361 232 и приказа Министра радиотехнической промышленности от 28.03.56 г. № 73 для создания радиорелейной связи и передачи данных в интересах Министерства обороны. С 2004 года предприятие входит в состав ОАО "Концерн «Вега».
Первое название института — НИИ 129 Министерства радиотехнической промышленности, с 1966 года НИИ-129 по Приказу № 160 Министра радиопромышленности переименован в Московский научно-исследовательский радиотехнический институт.
В институте работали известные учёные, лауреаты Ленинской и Государственной премий.
МНИРТИ занимается проектированием и строительством систем управления и автоматизации, радиорелейных и тропосферных станций связи, станций спутниковой связи, линейно-кабельных сооружений, систем подвижной связи, малых и офисных АТС, занималось системами беспроводного доступа в связи, системами связи производственно-технологического назначения.
В институте есть аспирантура.

## Продукция
Основная продукция института — радиорелейные станции. Институт разработал и серийно выпустил радиорелейные станции прямой видимости специального и гражданского назначения «Лютик» (Р-402, 1956 г.), «Василёк» (Р-404, 1958 г.), «Левкой» (Р-406, 1962 г.), «Радиан» (1963 г.), «Циклоида» (1967 г.), «Гранит» (Р-416, 1978 г.), «Интеграл» (1981 г.), «Гваюла» (Р-421, 1988 г.), «Лилия» и «Лилия-1» (1988 г.), «Дебютант» (Р-425, 1993 г.), «Норма 1» (1993 г.), «Ампула» (1994 г.) и другие.
Сейчас МНИРТИ изготавливает высокоскоростные радиорелейные станции Р-169 РРС. Эти станции стоят на вооружении в РФ.
За время работы института им созданы принятые на вооружение тропосферные радиорелейные станции загоризонтной связи (ТРРС) «Баклан» (Р 408, 1966 г.), «Атлет» (Р-410-7,5; 1969 г.), «Альбатрос» (Р-410-2,5; 1972 г.), «Атлет-Д» (Р 420, 1976 г.), «Багет-С» (Р-417, 1980 г.), «Бриг-1» (Р-423-1, 1982 г.) и другие. С 1980-го по 1987 год на основе ТРРС «Багет-С» и «Атлет-ДС» развернута автоматизированная сеть управления и связи «Барс». В её составе сети было 26 узлов, обеспечивавших связь на 29 интервалах. Общая протяженность линий связи была в 5 тысяч км. С 1990-х годов в МНИРТИ разработан проект сети связи «Север» на юге России.
В состав института входят научные подразделения и опытное производство.

## Награды
Орден Трудового Красного Знамени (1980)

## Руководство
Временный Генеральный директор Московского научно-исследовательского радиотехнического института — Переломов Валентин Николаевич.
В разное время институтом руководили: Ханевский Г. С., Липсман Ф. П., Корольков Г. В., Борисенко М. И., Кукк К. И., Чернышев И. Н., Матюхин А. П., Родимов А. П., Даниэлян С. А., Генов А. А., Борисенко Т. М., Невзоров Ю. В.,